# Vivien Cardone
Vivien Elisabeth Cardone (Long Island, Nova York, 14 de abril de 1993) é uma atriz norte-americana, mais conhecida pelo sua interpretação de Delia Brown no seriado Everwood.

## Biografia
Cardone nasceu em Port Jefferson Village, em Long Island, Nova York. Vivien é a segunda mais velha de quatro filhos. Sua irmã mais velha, Olívia também é atriz. Ela tem um irmão mais novo chamado Dallas e uma irmã chamada Lídia.
Cardone começou sua carreira profissional atuando aos três meses de idade em comerciais de campanha nacional, para empresas como a Pizza Hut, Sears, Pillsbury, Sherman Williams, e Prudential. Cardone teve seu primeiro grande papel no cinema como Marcee Herman em Uma Mente Brilhante, filme premiado no Oscar. Seu maior papel até agora foi em Everwood, no qual interpreta Delia Brown, única filha de Dr. Andy Brown (Treat Williams) e irmã de Ephram Brown (Gregory Smith). Ela desempenhou o papel em quatro temporadas, até que o show foi cancelado em maio de 2006. Ela foi indicada para o Young Artist Award de Melhor Atriz em Série de TV para as quatro temporadas. Participou do filme All Roads Lead Home. Nele, ela interpreta Belle, uma menina de 12 anos que tem de lidar com a perda de sua mãe em um acidente automobilístico. Estrelado por Peter Coyote, Jason London e Peter Boyle.